# به نیویورک خوش آمدید (فیلم ۲۰۱۸)
به نیویورک خوش آمدید (به هندی: Welcome to New York) فیلمی هندی است محصول سال ۲۰۱۸ و به کارگردانی چاکری تولتی است. در این فیلم بازیگرانی همچون دیلجیت دوسانجه، سوناکشی سینها، کاران جوهر، ریتیش دشموک، لارا دوتا، بومان ایرانی، سوشانت سینگ راجپوت، آدیتیا روی کاپور ایفای نقش کرده‌اند.